# Eucalyptocrinites
Eucalyptocrinites is een geslacht van uitgestorven crinoïden, dat leefde van het Siluur tot het Midden-Devoon. De overblijfselen zijn gevonden in Azië, Australië, Europa en Noord-Amerika.